# Aneilema biflorum
Aneilema biflorum är en himmelsblomsväxtart som beskrevs av Robert Brown. Aneilema biflorum ingår i släktet Aneilema och familjen himmelsblomsväxter. Inga underarter finns listade.